# Херман фон Спанхайм
Херман фон Спанхайм (на немски: Hermann von Spanheim; † 22 юли 1118) е граф на Спанхайм и бургграф на Магдебург (1080 – 1118).
Той е най-малкият син на Зигфрид I († 7 февруари 1065 в България), граф на Спанхайм, маркграф на Унгарската марка, и на съпругата му Рихгард († 1072), дъщеря, наследничка на граф Енгелберт IV Зигхардинги. Брат е на Енгелберт I († 1096), маркграф на Истрия, граф на Спанхайм, граф в Пустертал, на Зигфрид († 1070) и на Хартвиг († 1102), архиепископ на Магдебург (1079 – 1102).
Херман става ок. 1080 г. бургграф на Магдебург и фогт на абатството. Той умира на 22 юли 1118 г. Неговата собственост в Рейнланд отива чрез дъщеря му на графовете на Щаде.

## Деца
Херман има дъщеря:
- Рихардис († 1151), наследничка, омъжена за Рудолф I фон Щаде († 1124), граф на Щаде и първият маркграф на Северната марка.